# Višnjica (Sopje)
Višnjica is een plaats in de gemeente Sopje in de Kroatische provincie Virovitica-Podravina. De plaats telt 6 inwoners (2001).